# John Patrick Amedori
John Patrick Amedori (20 de abril de 1987) es un actor estadounidense.
Su papel más notable fue la interpretación del joven de 13 años, Evan Treborn, en El efecto mariposa. También ha aparecido en varias series como Law & Order, Nip/Tuck, Joan de Arcadia y Ghost Whisperer. Apareció en la película Stick It.
Comenzó a tocar guitarra cuando tenía nueve años de edad. Su primera banda, Sanitarum, la inició con su mejor amigo cuando tenía once. Ha participado en comerciales, como el de Coca-Cola y Nestea. Apareció en el drama de la cadena Fox Vanished, que se estrenó en 2006. En 2008 se unió al elenco de la serie de televisión Gossip Girl, en la que interpretaba a Aaron Rose, el nuevo interés amoroso de Serena van der Woodsen.

## Filmografía
- D Minus (1998) como Lead.
- El protegido (2000) como el rehén.
- El efecto mariposa (2004) es Evan Treborn - 13 años.
- Mrs. Harris (2005) es el joven David Harris.
- Little Athens (2005) es Jimmy.
- The Good Humor Man (2005) es ayudante de la tienda de la esquina.
- Stick It (2006) es Poot.
- House, episodio "Poison", como Matt (2006).
- Love is the Drug (2006) es Jonah Brand.
- Kara's File (2007) es John.
- The Cleaner (2008) es Brian Porter.
- Gossip Girl (2008-2009) es Aaron Rose.
- TiMER (2008) es Mikey.
- Scott Pilgrim vs. The World (2010) es el corresponsal de la entrada del teatro Caos de Gideon Graves.
- Electrick Children (2012) es Johnny.
- Exorcismo en el Vaticano (2015) es Pete.
- Dear White People (2017) es Gabe.
- The Good Doctor (2018, 2020) es Dash
- Detained (2024) es Robert

- Datos: Q1347483